# Razdolnoïe (kraï du Primorié)
Razdolnoïe (en russe : Раздольное) est un village du kraï du Primorié (Russie).  
Le village est situé sur la rivière Razdolnaya, à environ 20 kilomètres de sa confluence avec la baie de l'Amour et s'étend le long de son lit sur 14 kilomètres. km, ce qui en fait le plus long de Primorye et l'un des plus longs de Russie. La distance par la route jusqu'à la capitale régionale Vladivostok est d'environ 58 km et jusqu'à Oussouriisk  environ 34 km. La reconstruction de la route A-189 (Razdolnoye-Khasan) reliant Razdolnoye et Khasan, les ports de Zarubino et Possiet, et la colonie de Khasan à la frontière entre la Corée du Nord et la Russie, a été achevée en novembre 2007.

## Histoire
Razdolnoye est l'une des plus anciennes colonies russes du kraï du Primorié. L'historien Amir Khisamutdinov a écrit que son histoire a commencé avec un poste fondé en 1860, composé du 3e bataillon linéaire. La garnison de Razdolnensky fut renforcée, un bataillon de fusiliers y fut stationné, qui fut transformé par l'arrivée du tsarévitch Nikolaï en 1891 en 1er régiment de fusiliers de Sa Majesté Impériale, la compagnie de télégraphe à étincelles de Sibérie orientale, 1er, 2e, 3e régiments volants, 6e 1re Commission de construction militaire, régiment de dragons Primorsky. Pendant la Première Guerre mondiale, des prisonniers de guerre des puissances ennemies, principalement d'Autriche-Hongrie, vivaient à Razdolnoye. 
Le 22 octobre 1907, la consécration d'une nouvelle école en pierre a eu lieu dans le village. Au début de 1867, la colonie comptait 611 habitants, dont 331 hommes et 280 femmes. Au 1er janvier 1868, il n'y avait que cinq ménages avec 24 habitants (15 hommes et 9 femmes). En 1902, il y avait à Razdolny 62 cours, 86 bâtiments résidentiels et 493 résidents de 139 familles. Au 1er janvier 1907, le village comptait 161 ménages et 570 habitants, 299 hommes et 271 femmes. En 1909, il y avait à Razdolny 94 cours et 134 enfants d'âge scolaire. En 1910, il y avait 40 foyers coréens à Razdolnoe. La zone de leur résidence compacte, comme dans d'autres parties de la région, était appelée la colonie coréenne. 

## Démographie
Recensements (*) et estimations de la population:
| 1867 | 1868 | 1897* | 1900 | 1902 | 1907 |
| ---- | ---- | ----- | ---- | ---- | ---- |
| 611  | 24   | 589   | 410  | 493  | 570  |

| 1912 | 1915 | 1916 | 1923  | 1939  | 1959*  |
| ---- | ---- | ---- | ----- | ----- | ------ |
| 611  | 795  | 795  | 4 043 | 7 728 | 10 026 |

| 1970* | 1979* | 1989* | 2002* | 2010* | 2021* |
| ----- | ----- | ----- | ----- | ----- | ----- |
| 8 263 | 8 455 | 9 613 | 7 835 | 8 194 | 5 705 |